# Ahlden (Aller)
Ahlden település Németországban, azon belül Alsó-Szászország tartományban. Lakosainak száma 1615 fő (2023. december 31.).

## Népesség
A település népességének változása:
| Lakosok száma | 1518 | 1415 | 1506 | 1526 | 1553 | 1570 | 1615 |
|               | 2015 | 2016 | 2017 | 2019 | 2021 | 2022 | 2023 |